# Chī Chī Khvār
Chī Chī Khvār (persiska: چيچيخَوار, چی چی خوار, Chīchīkhavār) är en ort i Iran.   Den ligger i provinsen Kurdistan, i den nordvästra delen av landet, 400 km väster om huvudstaden Teheran. Chī Chī Khvār ligger 1 502 meter över havet och antalet invånare är 147.
Terrängen runt Chī Chī Khvār är lite kuperad.Runt Chī Chī Khvār är det ganska glesbefolkat, med 50 invånare per kvadratkilometer. Närmaste större samhälle är Şāḩeb, 13,3 km sydväst om Chī Chī Khvār. Trakten runt Chī Chī Khvār består i huvudsak av gräsmarker.